# Charles Lang

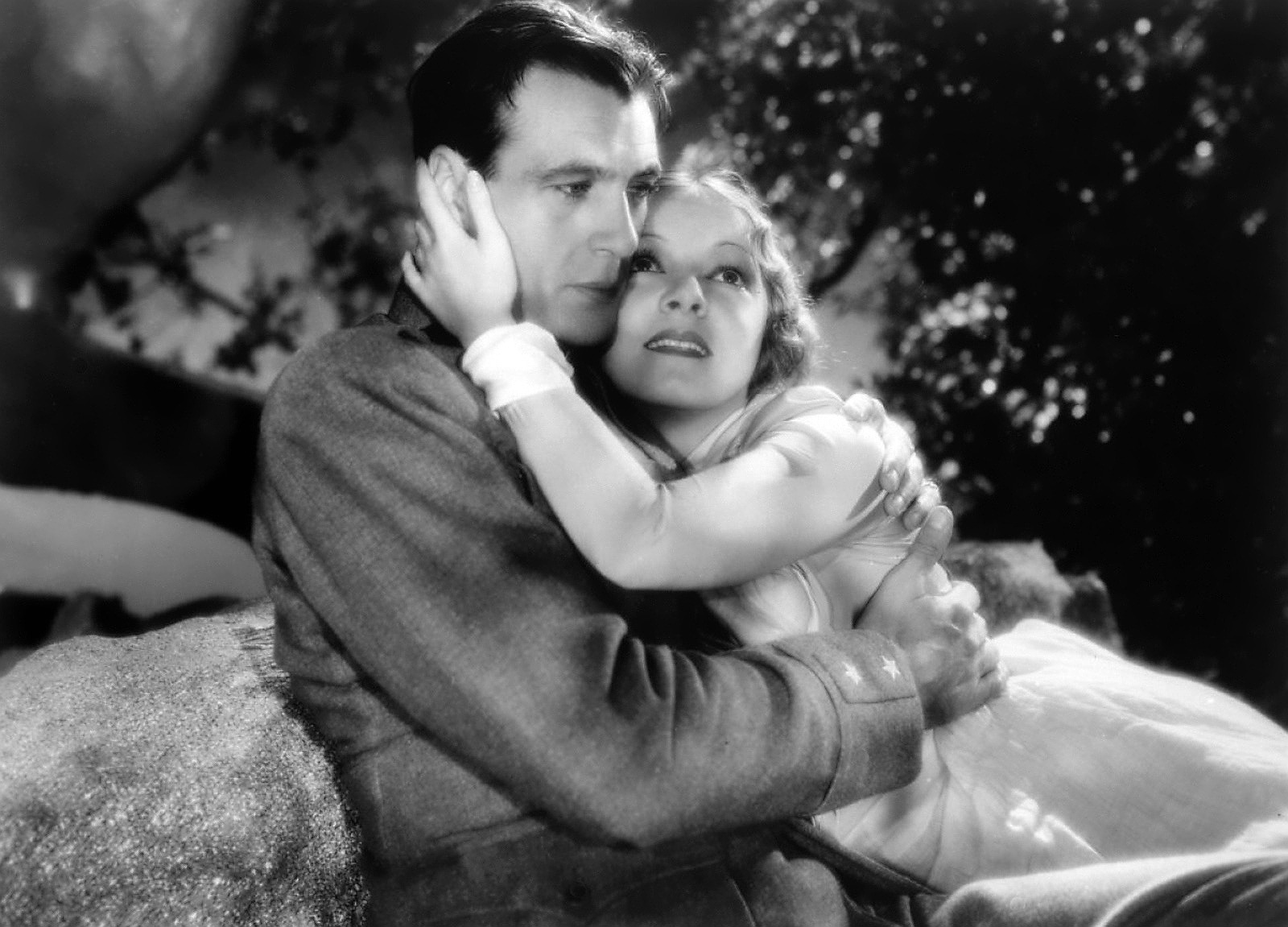
L'Adieu aux armes (1932) : Gary Cooper et Helen Hayes

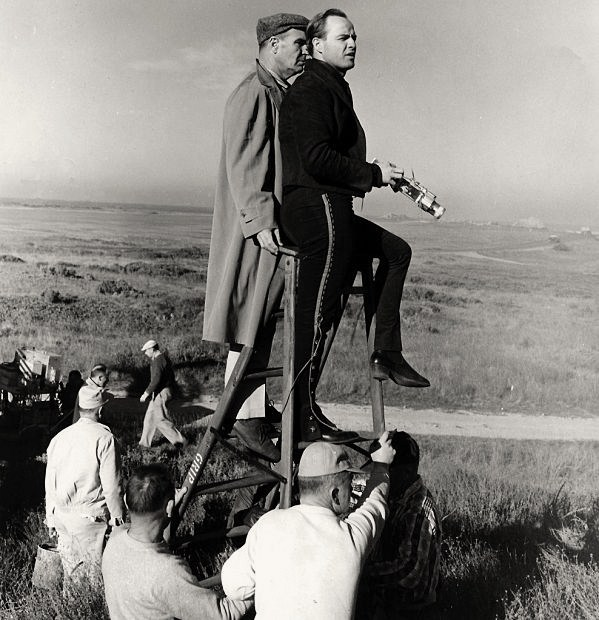
Avec Marlon Brando, sur le tournage de La Vengeance aux deux visages (1961)

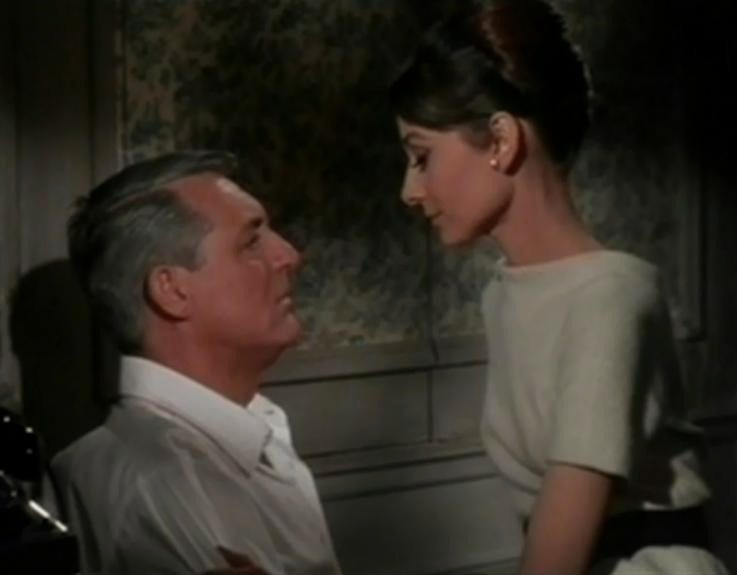
Charade (1963) : Cary Grant et Audrey Hepburn

Charles Lang est un directeur de la photographie américain, né Charles Bryant Lang Jr. le 27 mars 1901 à Bluff (Utah), mort le 3 avril 1998 à Santa Monica (Californie).
Il est parfois crédité Charles B. Lang ou Charles B. Lang Jr. ou encore Charles Lang Jr.

## Biographie
Charles Lang est directeur de la photographie sur près de 150 films américains, entre 1926 et 1973. Il travaille notamment aux côtés des réalisateurs Frank Borzage (ex. : L'Adieu aux armes en 1932, avec Gary Cooper, Helen Hayes), George Cukor (ex. : Zaza, avec Claudette Colbert, Herbert Marshall), Stanley Donen (Charade en 1963, avec Cary Grant, Audrey Hepburn), Henry Hathaway (ex. : Les Gars du large en 1938, avec George Raft, Henry Fonda, Dorothy Lamour), Richard Quine (ex. : Une vierge sur canapé en 1964, avec Natalie Wood, Tony Curtis, Lauren Bacall), John Sturges (ex. : Règlements de comptes à O.K. Corral en 1957, avec Burt Lancaster, Kirk Douglas) et Billy Wilder (ex. : La Scandaleuse de Berlin en 1948, avec Jean Arthur, Marlene Dietrich), entre autres. 
Au cours de sa carrière, il obtient 18 nominations à l'Oscar de la meilleure photographie, dont un gagné en 1934, pour L'Adieu aux armes pré-cité (voir la rubrique "Récompenses" ci-dessous).

## Filmographie partielle
- 1929 : La Chanson de Paris (Innocents of Paris) de Richard Wallace
- 1930 : Sous le maquillage (Behind the Make-Up) de Robert Milton
- 1930 : La Rue de la chance (Street of Chance) de John Cromwell
- 1930 : For the Defense de John Cromwell
- 1930 : Sarah et son fils (Sarah and Son) de Dorothy Arzner
- 1931 : Forbidden Adventure de Norman Taurog
- 1931 : Déloyale (Unfaithful) de John Cromwell
- 1931 : The Magnificent Lie de Berthold Viertel
- 1932 : Le Démon du sous-marin (Devil and the Deep) de Marion Gering
- 1932 : L'Adieu aux armes (A Farewell to Arms) de Frank Borzage
- 1933 : Lady Lou (She done him wrong) de Lowell Sherman
- 1933 : Monsieur Bébé (A Bedtime Story) de Norman Taurog
- 1934 : We're Not Dressing de Norman Taurog
- 1934 : La mort prend des vacances (Death Takes a Holiday) de Mitchell Leisen
- 1935 : Les Trois Lanciers du Bengale (The Lives of a Bengal Lancer) de Henry Hathaway
- 1935 : Mississippi de Wesley Ruggles et A. Edward Sutherland
- 1935 : Peter Ibbetson d'Henry Hathaway
- 1936 : Désir (Desire) de Frank Borzage
- 1937 : Cette nuit est notre nuit (Tovarich) d'Anatole Litvak
- 1937 : Ange (Angel) d'Ernst Lubitsch
- 1937 : Âmes à la mer (Souls at Sea) d'Henry Hathaway
- 1938 : Doctor Rhythm de Frank Tuttle
- 1938 : Casier judiciaire (You and Me) de Fritz Lang
- 1938 : Les Gars du large (Spawn of the North) de Henry Hathaway
- 1939 : La Baronne de minuit (Midnight) de Mitchell Leisen
- 1939 : Zaza de George Cukor
- 1939 : Le Mystère de la maison Norman (The Cat and the Canary) d'Elliott Nugent
- 1940 : Éveille-toi mon amour (Arise, my love) de Mitchell Leisen
- 1940 : Le Mystère du château maudit (The Ghost Breakers) de George Marshall
- 1940 : Dancing on a Dime de Joseph Santley
- 1941 : La Chanteuse inconnue (Where Did You Get That Girl?) d'Arthur Lubin
- 1941 : La Folle Alouette (Sky Lark) de Mark Sandrich
- 1941 : Rien que la vérité (Nothing But the Truth) d'Elliott Nugent
- 1941 : Le Retour du proscrit (The Shepherd of the Hills) d'Henry Hathaway
- 1942 : Madame exagère (Are Husbands Necessary?) de Norman Taurog
- 1942 : Espionne aux enchères (The Lady Has Plans) de Sidney Lanfield
- 1942 : La Fille de la forêt (The Forest Rangers) de George Marshall
- 1943 : La Dangereuse Aventure (No Time for Love) de Mitchell Leisen
- 1943 : Celles que fiers nous saluons (ou Les Anges de miséricorde) (So proudly we hail !) de Mark Sandrich
- 1943 : Pris sur le vif (True to Life) de George Marshall
- 1944 : L'amour cherche un toit (Standing Room Only) de Sidney Lanfield
- 1944 : La Falaise mystérieuse (The Uninvited) de Lewis Allen
- 1944 : La Marine en jupons (Here Come the Waves) de Mark Sandrich
- 1944 : Une femme sur les bras (Practically Yours) de Mitchell Leisen
- 1945 : Le Club des cigognes (The Stork Club) de Hal Walker
- 1946 : Janie Gets Married de Vincent Sherman
- 1946 : Le Bel Espoir (Miss Susie Slagle's) de John Berry
- 1947 : L'Aventure de madame Muir (The Ghost and Mrs. Muir) de Joseph L. Mankiewicz
- 1947 : La Furie du désert (Desert Fury) de Lewis Allen
- 1948 : La Scandaleuse de Berlin (A Foreign Affair) de Billy Wilder
- 1948 : Night Wind de James Tinling
- 1949 : Mon véritable amour (My Own True Love) de Compton Bennett
- 1950 : Les Amants de Capri (September Affair) de William Dieterle
- 1950 : Propre à rien ! (Fancy Pants) de George Marshall
- 1950 : Les Requins du Pacifique (Killer Shark) de Oscar Boetticher
- 1951 : Le Gouffre aux chimères (Ace in the Hole) de Billy Wilder
- 1952 : Le Masque arraché (Sudden Fear) de David Miller
- 1952 : Le Vol du secret de l'atome (The Atomic City) de Jerry Hopper
- 1953 : Salomé (Salome) de William Dieterle
- 1953 : Règlement de comptes (The Big Heat) de Fritz Lang
- 1954 : Sabrina de Billy Wilder
- 1954 : Une femme qui s'affiche (It should happen to you) de George Cukor
- 1955 : La Maison sur la plage (Female on the Beach) de Joseph Pevney
- 1955 : L'Homme de la plaine (The Man from Laramie) d'Anthony Mann
- 1955 : Une femme diabolique (Queen Bee) de Ranald MacDougall
- 1956 : Une Cadillac en or massif (The Solid Gold Cadillac) de Richard Quine
- 1956 : Le Faiseur de pluie (The Rainmaker) de Joseph Anthony
- 1956 : Feuilles d'automne (Autumn Leaves) de Robert Aldrich
- 1957 : Règlements de comptes à O.K. Corral (Gunfight at the O.K. Corral) de John Sturges
- 1958 : Tables séparées (Separate Tables) de Delbert Mann
- 1958 : La Meneuse de jeu (The Matchmaker) de Joseph Anthony
- 1959 : Le Dernier Train de Gun Hill (Last Train from Gun Hill) de John Sturges
- 1959 : Certains l'aiment chaud (Some like it Hot) de Billy Wilder
- 1960 : Liaisons secrètes (Strangers when we meet) de Richard Quine
- 1960 : Les Sept Mercenaires (The Magnificent Seven) de John Sturges
- 1960 : Voulez-vous pêcher avec moi ? (The Facts of Life) de Melvin Frank
- 1961 : La Vengeance aux deux visages (One-Eyed Jacks) de Marlon Brando
- 1962 : Marilyn Monroe : Les Derniers Jours (Something's Got to Give) de George Cukor
- 1962 : Citoyen de nulle part (A Girl Named Tamiko) de John Sturges
- 1962 : La Conquête de l'Ouest (How the West was won) de Henry Hathaway, John Ford et George Marshall
- 1963 : Charade de Stanley Donen
- 1963 : Ma femme est sans critique (Critic's Choice) de Don Weis
- 1964 : Une vierge sur canapé (Sex and the Single Girl) de Richard Quine
- 1964 : Deux Têtes folles (Paris, when it sizzles) de Richard Quine
- 1965 : Daisy Clover (Inside Daisy Clover) de Robert Mulligan
- 1966 : Comment voler un million de dollars (How to steel a Million) de William Wyler
- 1967 : Seule dans la nuit (Wait until Dark) de Terence Young
- 1968 : L'Homme sauvage (The Solid Gold Cadillac) de Robert Mulligan
- 1969 : Bob et Carole et Ted et Alice (Bob & Carol & Ted & Alice) de Paul Mazursky
- 1969 : Fleur de cactus (Cactus Flower) de Gene Saks
- 1970 : La Pluie de printemps (Walk in the Spring Rain) de Guy Green
- 1971 : Femmes de médecins (Doctors' Wives) de 	George Schaefer
- 1971 : Love Machine de Jack Haley Jr.
- 1972 : Libres sont les papillons (Butterflies Are Free) de Milton Katselas
- 1973 : Quarante carats de Milton Katselas

## Récompenses
- 1934 : Oscar de la meilleure photographie pour L'Adieu aux armes.
- 1991 : Pour l'ensemble de sa carrière, American Society of Cinematographers Lifetime Achievement Award.